# Oliver Risser
Oliver Risser (Windhoek, 19 settembre 1980) è un ex calciatore namibiano, di ruolo centrocampista.

## Biografia
Nato a Windhoek nel 1980 da una famiglia di Tedeschi della Namibia, ha un fratello, di nome Wilko, anch'egli calciatore professionista.

## Carriera

### Club

#### Gli inizi
Risser, d'origine tedesca, cominciò la carriera proprio in Germania. Giocò infatti nello Wirges, nel Borussia Dortmund II (senza mai giocare nella prima squadra) e nel Sandhausen. Terminate queste esperienze, si trasferì allora in Islanda, per militare nelle file del Breiðablik. Tornò poi in Germania, prima nel Bonner e poi nello Hannover 96 II.

#### Le esperienze nel Nord-Europa
Risser passò poi ai norvegesi del Manglerud Star. Nel corso della stessa stagione, però, passò in prestito al Lyn Oslo, club militante nella Tippeligaen. L'esordio nella massima divisione norvegese fu datato 23 agosto 2009, quando sostituì Jimmy Tamandi nel successo per 4-1 sullo Start. A fine stagione, però, il club retrocesse in Adeccoligaen.
Risser venne però riscattato dal Lyn Oslo, che annunciò però la bancarotta nel corso del 2010. Le partite della squadra in campionato furono allora cancellate e il centrocampista namibiano, così come tutti i suoi compagni, si ritrovò svincolato. Risser trovò però un ingaggio ai finlandesi del KuPS.

#### Il passaggio allo Swindon Town
A giugno 2011, sostenne un provino per gli inglesi dello Swindon Town. Pochi giorni dopo, il manager del club, Paolo Di Canio, annunciò la sua volontà di tesserarlo. L'11 luglio firmò ufficialmente il contratto che lo legava al club, assieme a Ibrahim Atiku. Il 20 luglio, fu nominato capitano.
Esordì in squadra il 6 agosto 2011, quando fu titolare nel successo per 3-0 sul Crewe, dove andò anche in rete.

### Nazionale
Risser conta 27 apparizioni per la Namibia. Partecipò anche alla Coppa d'Africa 2008.